# Joanne (Album)
Joanne ist das fünfte Studioalbum der US-amerikanischen Sängerin Lady Gaga. Es wurde am 21. Oktober 2016 weltweit unter den Labels Interscope und Streamline veröffentlicht. Als Singles wurden Perfect Illusion, Million Reasons und Joanne ausgekoppelt.

## Entstehung
Nach der Fertigstellung ihres dritten Studioalbums Artpop wechselte Gaga ihr Management und trat Artist Nation bei. Nach dem Jazz-Album Cheek to Cheek, das sie 2014 mit dem Jazzsänger Tony Bennett aufnahm, begann sie mit den Arbeiten an ihrem neuen Studioalbum. 2015 und 2016 teilte sie immer wieder Fotos auf ihren sozialen Netzwerken, auf denen man sie zusammen mit den Produzenten RedOne, Giorgio Moroder, Mark Ronson und Nile Rodgers und anderen im Studio sah. Ronson bestätigte, dass Kevin Parker, Frontman der Band Tame Impala, bei den Arbeiten am Album beteiligt sei.

## Veröffentlichung
Am 9. September 2016 wurde Perfect Illusion als erste Single aus dem Album weltweit als Download veröffentlicht, jedoch konnte es an die Erfolge der vorherigen Lieder nicht anknüpfen. Das Album wurde in zwei verschiedenen Versionen veröffentlicht, nämlich als Standardversion mit elf Titeln und als Deluxeversion mit 14 Titeln. Am 5. Oktober startete Lady Gaga die Dive Bar Tour. Am nächsten Tag wurde Million Reasons als Single veröffentlicht. Am 17. Oktober 2016 wurde das Album bereits in Media-Markt-Filialen in Belgien verkauft, und das komplette Album wurde im Internet geleakt. Die offizielle Veröffentlichung des Albums erfolgte am 21. Oktober 2016. Am 22. Dezember 2017 wurde der Song Joanne als Single in Italien veröffentlicht. Somit ist dies die dritte Single aus dem Album. Am 26. Januar 2018 wurde Joanne ebenfalls weltweit als Single veröffentlicht.

## Promotion und Tournee
Um das Album zu bewerben, präsentierte Lady Gaga Ausschnitte daraus unter anderem bei der Royal Variety Performance, bei den American Music Awards und bei der Victoria’s Secret Fashion Show in Paris. Im Februar war sie der Headliner der Halbzeit-Show des Super Bowl LI. Außerdem sang sie zusammen mit Metallica bei den Grammy Awards 2017.
Im Februar 2017 wurde die Joanne World Tour angekündigt, die am 1. August in Vancouver begonnen hat. Für Konzerte in Hamburg, Köln und Berlin kommt die Sängerin auch nach Deutschland. In den Vereinigten Staaten wird Lady Gaga mit der Tournee auch erstmals in Stadien spielen.

## Cover
Das Cover zeigt Gaga vor einem hellblauen Hintergrund. Sie ist von der linken Seite abgebildet und schaut in die Ferne. Im Mittelpunkt des Covers ist ihr Ohr, womit, wie Gaga oft selbst sagt, der Fokus auf die Musik gerichtet werden soll. Sie trägt einen rosa Hut und darüber steht „LADY GAGA / JOANNE“.

## Erfolg
Das Album debütierte auf Platz 1 der Album-Charts in den USA und verkaufte dort in der ersten Woche weltweit 201.000 Exemplare. Nach dem Auftritt beim Super Bowl stieg es wieder in die amerikanischen Charts ein und konnte 74.000 Exemplare absetzen. Im Oktober 2017, ein Jahr nach Erscheinungsdatum, wurde das Album für mehr als 1.000.000 abgesetzte Einheiten in den USA mit Platin ausgezeichnet.
Im Vereinigten Königreich erreichte das Album den 3. Platz der Charts und wurde mit Gold für mehr als 100.000 verkaufte Exemplare ausgezeichnet, ähnlich wie vorheriges Solo-Album Artpop. In Deutschland erreichte das Album den 6. Platz, in Österreich den 9. Platz und in der Schweiz den 3. Platz.
Laut IFPI belegte Joanne den 22. Platz unter den Bestsellern des Jahres 2016 und verkaufte 1.000.000 Kopien weltweit, obwohl es für das Kalenderjahr 2016 nur 9 Wochen zur Verfügung stand.

## Titelliste
| Nr.          | Titel                               | Autor(en)                                         | Produktion                                  | Länge |
| ------------ | ----------------------------------- | ------------------------------------------------- | ------------------------------------------- | ----- |
| 1.           | Diamond Heart                       | Stefani Germanotta, Mark Ronson, Josh Homme       | Ronson, Gaga, BloodPop, Homme, Jeff Bhasker | 3:30  |
| 2.           | A-Yo                                | Germanotta, Hillary Lindsey, Ronson, M. Tucker    | Ronson, BloodPop, Gaga                      | 3:28  |
| 3.           | Joanne                              | Germanotta, Ronson                                | Ronson, Gaga, BloodPop                      | 3:17  |
| 4.           | John Wayne                          | Germanotta, Ronson, Tucker, Homme                 | Ronson, BloodPop, Gaga                      | 2:54  |
| 5.           | Dancin’ in Circles                  | Germanotta, Beck Hansen, Tucker, Ronson           | Ronson, Gaga, BloodPop                      | 3:27  |
| 6.           | Perfect Illusion                    | Kevin Parker, Germanotta, Ronson, Tucker          | Ronson, Parker, Gaga, BloodPop              | 3:02  |
| 7.           | Million Reasons                     | Germanotta, Lindsey, Ronson                       | Ronson, Gaga, BloodPop                      | 3:25  |
| 8.           | Sinner’s Prayer                     | Germanotta, Josh Tillman, Ronson, Thomas Brenneck | Ronson, Gaga, BloodPop                      | 3:43  |
| 9.           | Come to Mama                        | Tillman, Germanotta, Emile Haynie                 | Ronson, Haynie, Gaga, BloodPop              | 4:15  |
| 10.          | Hey Girl (featuring Florence Welch) | Germanotta, Welch, Ronson                         | Ronson, Gaga, BloodPop                      | 4:15  |
| 11.          | Angel Down                          | Germanotta, Nadir Khayat                          | Ronson, Gaga, BloodPop                      | 3:49  |
| Gesamtlänge: | Gesamtlänge:                        | Gesamtlänge:                                      | Gesamtlänge:                                | 39:05 |

| Nr.          | Titel                  | Autor(en)                           | Produktion             | Länge |
| ------------ | ---------------------- | ----------------------------------- | ---------------------- | ----- |
| 12.          | Grigio Girls           | Germanotta, Lindsey, Ronson, Tucker | Ronson, Gaga, BloodPop | 3:00  |
| 13.          | Just Another Day       | Germanotta                          | Ronson, Gaga           | 2:58  |
| 14.          | Angel Down (work tape) | Lady Gaga, Khayat                   | RedOne, Gaga           | 2:20  |
| Gesamtlänge: | Gesamtlänge:           | Gesamtlänge:                        | Gesamtlänge:           | 47:23 |

| Nr.          | Titel                       | Länge |
| ------------ | --------------------------- | ----- |
| 15.          | Million Reasons (work tape) | 3:00  |
| Gesamtlänge: | Gesamtlänge:                | 50:46 |

## Kommerzieller Erfolg

### Chartplatzierungen
| ChartsChartplatzierungen       | Höchstplatzierung | Wochen |
| ------------------------------ | ----------------- | ------ |
| Deutschland (GfK)              | 6 (7 Wo.)         | 7      |
| Österreich (Ö3)                | 9 (3 Wo.)         | 3      |
| Schweiz (IFPI)                 | 3 (20 Wo.)        | 20     |
| Vereinigte Staaten (Billboard) | 1 (49 Wo.)        | 49     |
| Vereinigtes Königreich (OCC)   | 3 (22 Wo.)        | 22     |

| ChartsJahrescharts (2016)      | Platzierung |
| ------------------------------ | ----------- |
| Schweiz (IFPI)                 | 69          |
| Vereinigte Staaten (Billboard) | 108         |
| Vereinigtes Königreich (OCC)   | 84          |

| ChartsJahrescharts (2017)      | Platzierung |
| ------------------------------ | ----------- |
| Vereinigte Staaten (Billboard) | 35          |

### Auszeichnungen für Musikverkäufe
| Land/Region                  | Auszeichnungen für Musikverkäufe (Land/Region, Auszeichnung, Verkäufe) | Verkäufe  |
| ---------------------------- | ---------------------------------------------------------------------- | --------- |
| Australien (ARIA)            | Gold                                                                   | 35.000    |
| Brasilien (PMB)              | Platin                                                                 | 40.000    |
| Dänemark (IFPI)              | Gold                                                                   | 10.000    |
| Finnland (IFPI)              | Gold                                                                   | 10.000    |
| Frankreich (SNEP)            | Gold                                                                   | 50.000    |
| Italien (FIMI)               | Gold                                                                   | 25.000    |
| Kanada (MC)                  | Gold                                                                   | 40.000    |
| Mexiko (AMPROFON)            | Platin                                                                 | 60.000    |
| Neuseeland (RMNZ)            | Platin                                                                 | 15.000    |
| Norwegen (IFPI)              | Gold                                                                   | 10.000    |
| Österreich (IFPI)            | Gold                                                                   | 7.500     |
| Polen (ZPAV)                 | Platin                                                                 | 20.000    |
| Vereinigte Staaten (RIAA)    | Platin                                                                 | 1.000.000 |
| Vereinigtes Königreich (BPI) | Gold                                                                   | 100.000   |
| Insgesamt                    | 9× Gold · 5× Platin ·                                                  | 1.422.500 |

Hauptartikel: Lady Gaga/Auszeichnungen für Musikverkäufe